# Fernando Montiel
Fernando Montiel (* 1. März 1979 in Los Mochis, Mexiko) ist ein mexikanischer Boxer. Er ist ehemaliger WBO-Weltmeister im Fliegen- und im Bantamgewicht sowie zweifacher WBO-Weltmeister im Superfliegengewicht und WBC-Weltmeister im Bantamgewicht. 

## Profikarriere
Im Jahre 1996 begann er erfolgreich seine Profikarriere. Am 15. Dezember 2000 boxte er gegen Isidro García im Superfliegengewicht um den Weltmeistertitel der WBO und siegte durch technischen K. o. in Runde 7. Diesen Titel verteidigte er insgesamt fünf Mal und verlor ihn im August 2003 an Mark Johnson durch Mehrheitsentscheidung.
Am 9. April 2005 errang er diesen Gürtel erneut, als er Iván Hernández in der 7. Runde k. o. schlug. Er verteidigte den Gürtel sieben Mal und legte ihn im Jahr 2009 nieder, da er ins Bantamgewicht wechselte. In dieser Gewichtsklasse wurde er am 13. Februar 2010 durch einen technischen K.-o.-Sieg WBC-Weltmeister. 2011 verlor er diesen Titel an Nonito Donaire. 
Im Jahre 2016 beendete er seine Karriere.